# Pyhäjoki
Pyhäjoki (/pyhæjoki/) est une municipalité de l'Ouest de la Finlande, dans la province d'Oulu et la région d'Ostrobotnie du Nord.

## Géographie
La commune est bordée par le golfe de Botnie. Elle compte environ 60 kilomètres de côte basse avec très peu d'îles.
Le village-centre se situe à l'embouchure du fleuve Pyhäjoki (la rivière sacrée en finnois) qui a donné son nom à la commune.
La municipalité a 3 342 habitants (31 août 2012) pour une superficie de 1 365,31 km2 dont 6,53 km2 d'eau douce.
Le centre administratif regroupe 60 % de la population totale. Les deux autres villages principaux, Parhalahti et Yppäri, reliés par la nationale 8 (le grand axe de l'ouest du pays), regroupent à eux deux 25 % de la population, le reste de la commune étant pratiquement vide.
Les zones agricoles sont limitées à la proximité immédiate de la côte et des villages, le reste de la commune est largement forestier.
La capitale provinciale Oulu est à 100 km environ. Les communes voisines sont Raahe au nord (25 km de centre à centre), Vihanti à l'est, Oulainen au sud-est, Merijärvi au sud et Kalajoki au sud-ouest.

## Histoire
La gigantesque paroisse de Saloinen est fondée en 1329. À cette époque, Pyhäjoki n'est qu'un petit village, qui va croître et devenir sur décision du roi Jean III de Suède une paroisse indépendante de Saloinen en 1573. À la suite de la loi de séparation des paroisses et des communes de 1865, la municipalité est fondée en 1870 et a conservé depuis les mêmes frontières.
La commune peine aujourd'hui à stabiliser sa population et perd environ 40 habitants par an depuis 10 ans.

## Économie
La municipalité est encore largement agricole. On y produit notamment des pommes de terre. La commune compte également quelques PME produisant des équipements utilisés dans la production de papier. Environ 1 300 emplois sont pourvus dans la commune, près de 50 % dans le secteur des services.

### Projet de centrale nucléaire d'Hanhikivi
En 2007 est fondé l'entreprise nucléaire finnoise Fennovoima. Cette même année, une association - Pro Hanhikivi - est fondée à Pyhäjoki, dans le but de s'opposer au projet de centrale nucléaire de Fennovoima.
Le 6 mai 2010, le gouvernement finlandais a donné son accord pour la construction d'une centrale nucléaire sur le territoire de Pyhäjoki ou sur la commune de Simo, sur la péninsule d'Hanhikivi. Le parlement a donné son accord sur ce projet le 1er juillet 2010.
Le 5 octobre 2011, Fennovoima a choisi le site de Pyhäjoki pour construire sa centrale nucléaire dont la mise en service est prévue en 2020.
En octobre 2012, la société E.ON se retire du projet, ce qui amène le consortium à rechercher un nouvel investisseur.

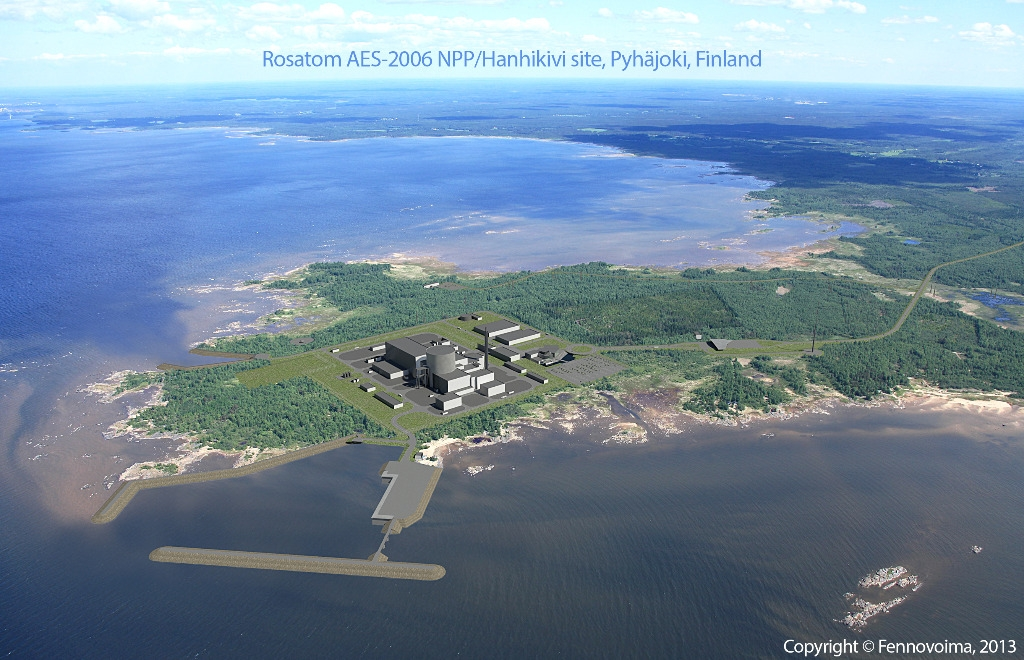
Maquette du projet en 2013

Le 25 février 2013, Fennovoima a annoncé qu'il écartait le réacteur EPR du français Areva pour la construction de cette centrale nucléaire, au profit du projet du japonais Toshiba pour un réacteur à eau bouillante.
En décembre 2013, Fennovoima a annoncé qu'il signait un accord de construction d'un nouveau réacteur de 1200 mégawatts dérivé du réacteur VVER. Le fournisseur serait le russe Rosatom, qui pourrait aussi prendre 34 % dans le projet.

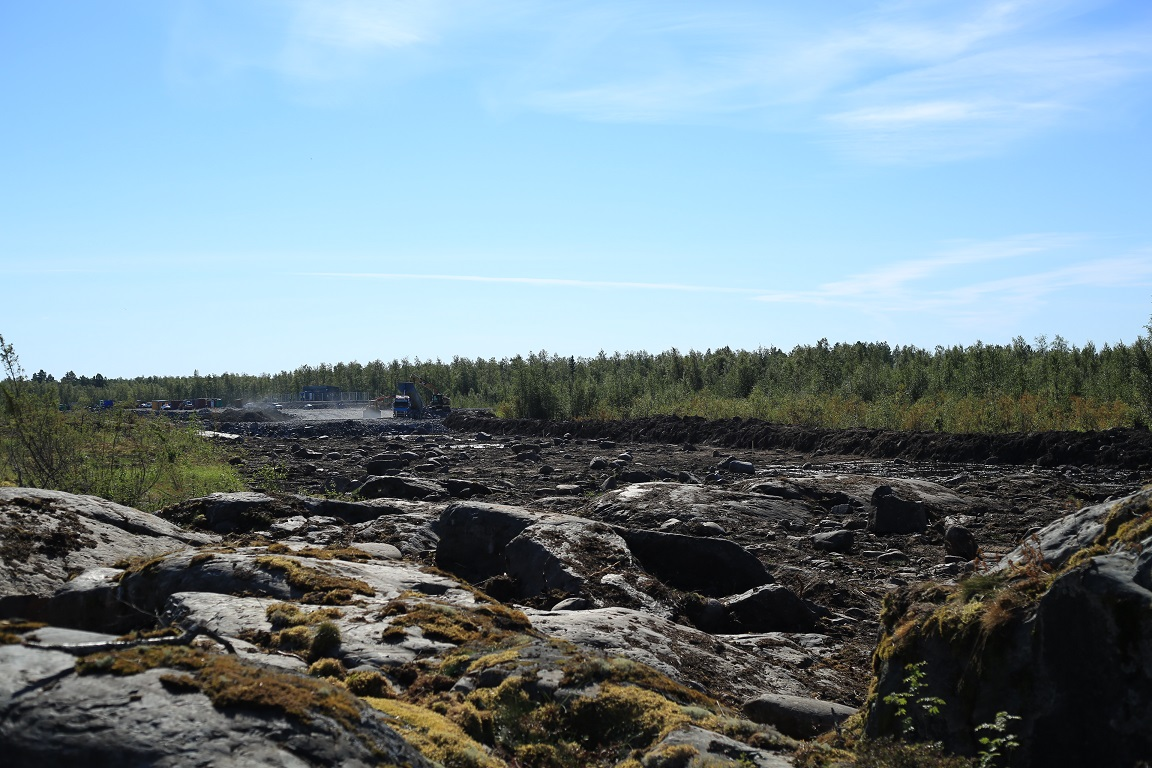
Site du projet de centrale nucléaire

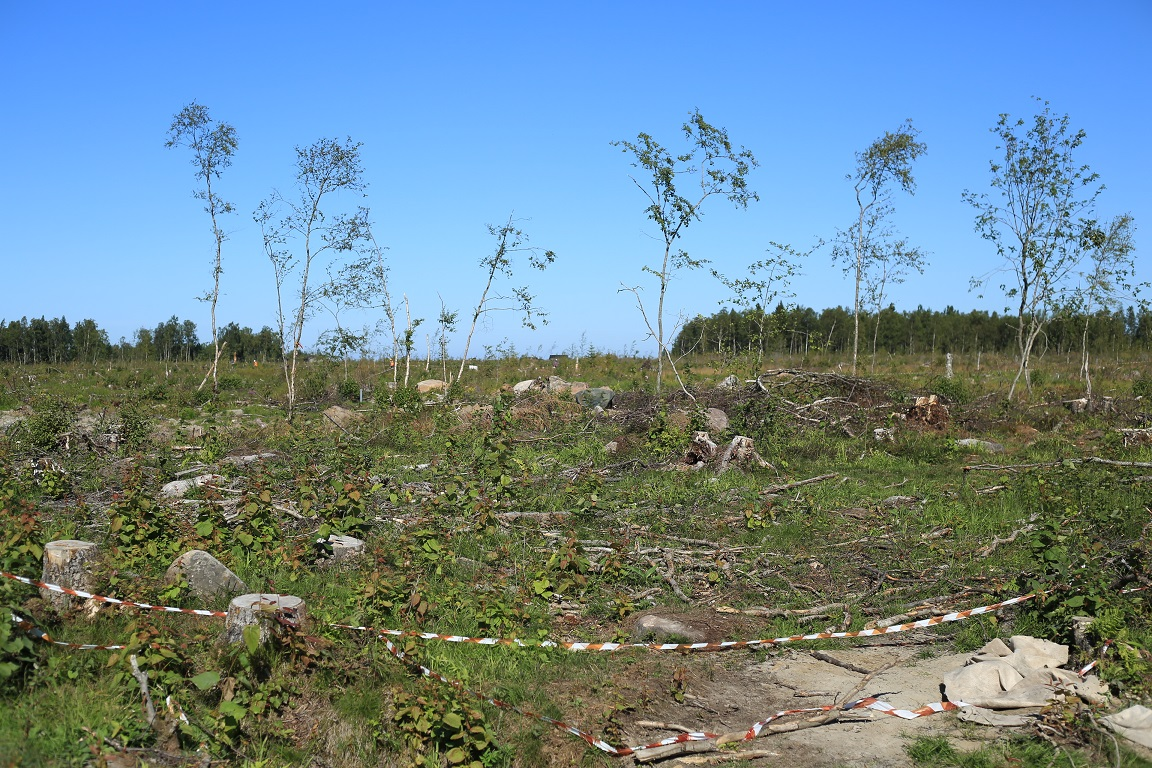
Forêt abattue pour le projet de centrale nucléaire

La société Fennovoima a abattu 95 hectares d'une vieille forêt côtière préservée au mois d'avril 2015, sans avoir attendu l'autorisation légale, au grand dépit des organisations écologistes finlandaise. Cette forêt abrite pourtant des espèces rares telles que le Pic à dos blanc.
En juillet 2015, l'ONG WWF a commandé un sondage à Taloustutkimus selon lequel 29 % des Finlandais sont en faveur de ce projet de centrale nucléaire, 51 % s'y opposent et 20 % sont sans opinion.
Le 29 avril 2016, deux camps d’opposants ont été expulsés par la police, équipée de plusieurs camionnettes de police, d'un hélicoptère de la police aux frontières, des sections de deux équipes nationales d’élite, des brigades cynophiles et des camionnettes anti-émeute. Il y a eu 35 arrestations en deux jours,,.
Fennovoima annonce en décembre 2018 que la mise en service n'interviendrait pas avant 2028, du fait de difficultés pour obtenir l'aval de l'autorité de sûreté nucléaire et de radioprotection STUK.
En février 2022, à la suite de l'invasion de l'Ukraine par la Russie, La Première ministre Sanna Marin a annoncé une "réévaluation des risques" du projet de réacteur nucléaire de conception russe à Pyhäjoki.
En mai 2022, le contrat avec Rosatom est annulé « en raison des « risques » supplémentaires liés à l'invasion de l'Ukraine ».